# Ziburu
Ziburu (en francès i oficialment Ciboure) és un municipi d'Iparralde al territori de Lapurdi, que pertany administrativament al departament dels Pirineus Atlàntics (regió de la Nova Aquitània). Limita al sud amb Urruña i Azkaine i al nord amb Donibane Lohizune.
Juntament amb Urrunya administra el barri de Sokoa. Comparteix amb la localitat de Donibane Lohizune, una badia oberta al mar Cantàbric. La comuna és cèlebre per ser la localitat natal del compositor Maurice Ravel. L'actual alcalde és Guy Poulou, en la legislatura 2008-2014.

## Demografia
| Evolució de la població |       |       |       |       |       |       |       |       |
| 1793                    | 1800  | 1806  | 1821  | 1831  | 1836  | 1841  | 1846  | 1851  |
| 1 873                   | 1 459 | 1 479 | 1 528 | 1 651 | 1 754 | 2 153 | 2 155 | 1 946 |

| 1856  | 1861  | 1866  | 1872  | 1876  | 1881  | 1886  | 1891  | 1896  |
| ----- | ----- | ----- | ----- | ----- | ----- | ----- | ----- | ----- |
| 1 700 | 1 966 | 1 910 | 1 985 | 2 194 | 2 257 | 2 423 | 2 165 | 2 174 |

| 1901  | 1906  | 1911  | 1921  | 1926  | 1931  | 1936  | 1946  | 1954  |
| ----- | ----- | ----- | ----- | ----- | ----- | ----- | ----- | ----- |
| 2 206 | 2 259 | 2 617 | 2 692 | 3 639 | 4 170 | 3 905 | 4 238 | 4 777 |

| 1962  | 1968  | 1975  | 1982  | 1990  | 1999  | 2006 | 2011 | 2016 |
| ----- | ----- | ----- | ----- | ----- | ----- | ---- | ---- | ---- |
| 5 870 | 6 376 | 6 371 | 6 205 | 5 849 | 6 283 | -    | -    | -    |

| 2019 | - | - | - | - | - | - | - | - |
| ---- | - | - | - | - | - | - | - | - |
| -    | - | - | - | - | - | - | - | - |

## Persones il·lustres
- Maurice Ravel
- Hi va viure i morir la soprano catalana Maria Barrientos